# Kutir-Nahhunte III
Kutir-Naḫḫunte III was rond 1155 - 1150 v.Chr. koning van Elam.
Hij was de zoon en opvolger van Šutruk-naḫḫunte en is vooral bekend uit Babylonische bronnen, omdat hij de laatste Kassitische koning van Karduniaš Enlil-nadin-ahi versloeg en afvoerde naar Elam. Hij plunderde ook de tempels van Babylonië en voerde het beeld van Marduk weg uit de stad Babylon. Uit bronnen in Elam zelf blijkt weinig van zijn oorlogen. Hij vermeldt bouwactiviteiten in Susa en Liyan en roept een goddelijke zegen af over zijn echtgenote Naḫḫunte-Utu en zijn zoon Huteludush-Inšušinak.
Opgevolgd werd hij echter door zijn broer Šilhak-Inšušinak.